# Waterstof (element)
Waterstof is een chemisch element met symbool H (Latijn: Hydrogenium) en atoomnummer 1. Waterstof komt in de aardse natuur als diwaterstof voor, maar niet in geïsoleerde, atomaire vorm. Losse waterstofatomen hebben een hoge reactiviteit en reageren onder atmosferische omstandigheden met elkaar tot twee-atomige moleculen van diwaterstof. Deze waterstofmoleculen komen, in zeer lage concentratie, in de aardatmosfeer. Het wordt dan waterstofgas of alleen waterstof genoemd. Waterstof is het meest voorkomende element in het heelal. De in de kosmos meest voorkomende isotoop van waterstof protium bestaat uit één proton en één elektron en heeft geen neutronen in de atoomkern.
Losse atomen waterstof worden ook wel in statu nascendi genoemd.

## Ontdekking
De Iers-Engelse chemicus beschreef Robert Boyle in 1671 in een publicatie een brandbaar gas, dat vrijkwam bij een reactie tussen ijzer en verdund zuur. Veel later ontdekte de Britse wetenschapper Henry Cavendish in 1766 dat het een chemisch element betrof, toen hij experimenten uitvoerde met kwik. Hoewel hij veel eigenschappen zeer nauwkeurig wist te beschrijven, vermoedde hij dat in plaats van het zuur, het metaal de bron van het gas was. Daarom noemde hij zijn nieuw ontdekte element 'brandbaar gas van metalen'. Enkele jaren later gaf Antoine Lavoisier waterstof de huidige Latijnse naam hydrogenium.
Hydrogenium komt van het Oudgriekse ὕδωρ, hudōr, water, en γίγνεσθαι, gignesthai, ontstaan. Bij de reactie tussen zuurstof en waterstof ontstaat water.

## Fysische eigenschappen
Waterstofgas is het lichtste gas en heeft bij standaardomstandigheden een kookpunt van slechts 20,28 K en een smeltpunt van 14,01 K. Alleen helium heeft een lager kook- en smeltpunt.
Onder extreem hoge druk, bijvoorbeeld in de gasreuzen Jupiter en Saturnus, komt vloeibare, zogenaamde metallische waterstof voor. Onder de daar heersende extreem hoge druk verliezen de moleculen van diwaterstof hun chemische identiteit. Waterstof gedraagt zich dan als een vloeibaar metaal, in de zin dat het elektriciteit geleidt.
In een bijna-vacuüm, zoals voorkomt in de ruimte tussen de sterren, komt waterstof voor in de vorm van losse atomen, eenvoudig omdat er geen gelegenheid is om zich tot een molecuul te combineren.
Onder standaardomstandigheden is diwaterstof een mengsel van twee soorten moleculen, die van elkaar verschillen in de draairichting die de atoomkernen hebben, ook wel 'spin' genoemd. Deze twee vormen van diwaterstof worden ortho- en parawaterstof genoemd. Bij normale temperatuur en druk bestaat moleculaire waterstof voor 25% uit de para-, en 75% uit de orthovorm. Moleculaire waterstof kan niet in de zuivere 'ortho-vorm' kunstmatig worden bereid. De twee vormen hebben een ander energieniveau en daarmee verschillende stofeigenschappen. Zo zijn bijvoorbeeld de smelt- en kookpunten van parawaterstof ongeveer 0,1 K lager dan die van orthowaterstof.

## Chemische eigenschappen

Waterstofatoom

Waterstof komt bij standaardomstandigheden voor als een kleurloos, reukloos en zeer ontvlambaar tweeatomig gas: diwaterstof H2. Waterstof is eenwaardig en behoort in het periodiek systeem tot de niet-metalen.
Waterstof kan met de meeste andere elementen chemische verbindingen aangaan. De elektronegativiteit van waterstof is 2,2, waardoor het in verbindingen zowel de meer metallische, als de meer niet-metallische component kan zijn. Verbindingen met waterstof als de metallische component worden hydriden genoemd, waarbij waterstof ofwel als H− ionen deelneemt in een ionrooster, ofwel als atomen tussen het rooster van de atomen van een ander element, als opgeloste stof, bijvoorbeeld in palladium-hydride. Verbindingen met waterstof als niet-metallische component kunnen als covalente bindingen worden beschouwd tussen waterstof en de meer metallische component.
Het waterstofion H+ komt in de scheikunde nooit alleen voor. In een zure waterige oplossing, die vaak wordt beschreven als een oplossing waarin vrije H+ionen voorkomen, zijn deze ionen chemisch gebonden in het polyatomisch ion H3O+, omdat het waterstofproton, of kortweg 'proton', zo'n sterk zuur is. Het proton is het sterkste lewiszuur in de scheikunde. Dat wil zeggen dat het sterk de neiging heeft om vrije elektronenparen te accepteren.
Waterstof kan in een combinatiereactie met zuurstof water vormen, H2O. Hierbij komt veel energie vrij. Daarom is een mengsel van waterstofgas en zuurstofgas, dat ook wel bekendstaat als knalgas, zeer explosief. Knalgas kan gemakkelijk worden bereid door aangezuurd water te elektrolyseren.
Waterstof kan daarnaast veel verschillende verbindingen met koolstof aangaan, in koolwaterstoffen en in andere, complexere organische verbindingen. De eigenschappen van deze verbindingen zijn het onderzoeksterrein van de organische chemie.

## Isotopen
| Stabielste isotopen | Stabielste isotopen | Stabielste isotopen     | Stabielste isotopen     | Stabielste isotopen     | Stabielste isotopen     |
| Iso                 | RA (%)              | Halveringstijd          | VV                      | VE (MeV)                | VP                      |
| ------------------- | ------------------- | ----------------------- | ----------------------- | ----------------------- | ----------------------- |
| 1H                  | 99,985              | stabiel met 0 neutronen | stabiel met 0 neutronen | stabiel met 0 neutronen | stabiel met 0 neutronen |
| 2H                  | 0,015               | stabiel met 1 neutron   | stabiel met 1 neutron   | stabiel met 1 neutron   | stabiel met 1 neutron   |
| 3H                  | syn                 | 12,33 j                 | β−                      | 0,01861                 | 3He                     |

Protium, deuterium en tritium

De meest voorkomende, stabiele isotoop van waterstof 1H heeft in de atoomkern maar één proton en geen neutronen, en wordt ook wel protium genoemd. Hiermee is waterstof het enige element dat een isotoop zonder neutronen heeft. Deuterium (2H of D) is een andere stabiele isotoop van waterstof. Deuterium heeft naast een proton ook een neutron in zijn kern, en maakt ongeveer 0,0184% tot 0,0082% van de totale waterstofvoorraad in het heelal uit. Het derde waterstofisotoop is tritium, aangegeven met 3H of T. Dit is een radioactieve isotoop die naast een proton twee neutronen bevat en een halveringstijd van 12,33 jaar heeft. Als deuterium of tritium een verbinding vormt met een of meer andere elementen, dan heeft de gevormde stof andere fysische eigenschappen dan de 'normale' protium-versie van die stof. Zo heeft deuteriumoxide, of zwaar water, een hoger kookpunt dan gewoon water.
Waterstof is in de natuurwetenschap een van de weinige elementen dat voor zijn verschillende isotopen aparte namen heeft.

## Ionen
| Oxidatiegetal | Toelichting                                                              |
| ------------- | ------------------------------------------------------------------------ |
| −1            | hydride, in onder andere natriumhydride, lithiumaluminiumhydride         |
| 0             | Vrij element, komt niet zo in de natuur voor, technisch als H2 leverbaar |
| +1            | standaardion van het element, onder andere in water, zoutzuur            |

## Verschijning
Het element waterstof is het meest voorkomende element in het heelal. Meer dan 90% van de atomen in het heelal zijn waterstofatomen, ze vormen meer dan 75% van de atomaire massa van alle aanwezige materie in het universum. Waterstof wordt vooral bestudeerd door de 21cm-lijn. Wolken van waterstofmoleculen staan in het heelal aan de oorsprong van de stervorming. Sterren bestaan gedurende een groot deel van hun bestaan uit waterstof in de plasmafase.
Het element wordt daarnaast in kolossale hoeveelheden aangetroffen in gasreuzen zoals Jupiter in het zonnestelsel. Waterstof speelt een vitale rol in het op gang houden van processen in het universum, door de kernfusieprocessen tussen steeds twee waterstofatomen, waarbij het element helium wordt gevormd. Hierbij komen enorme hoeveelheden energie vrij.

### Aarde
In de aardatmosfeer daarentegen is zuivere waterstof nauwelijks aanwezig, ongeveer 1 ppm: het verbindt zich met zuurstof tot water. Als moleculair waterstofgas is het zo licht dat het, vanuit de dampkring, naar de ruimte ontsnapt. Uit berekeningen blijkt dat de aardmassa waterstof bevat, die voor een klein deel bruikbaar is als energiebron.
Een groot deel van de waterstofatomen op aarde is gebonden in water. Een watermolecuul H2O bestaat uit twee waterstofatomen en een zuurstofatoom. Verder zijn waterstofatomen een bestanddeel van organische verbindingen, waaronder de fossiele brandstoffen. Alles wat leeft, alle organismen bestaan uit, en kunnen niet zonder waterstofverbindingen als water, vetten en aminozuren. Methaan CH4, dat als bijproduct ontstaat bij de afbraak van organische stof, is een belangrijke leverancier van waterstof voor de industrie.

## Toepassingen
Voor industriële toepassingen zijn grote hoeveelheden waterstof nodig in zogenaamde hydrogenatiereacties, onder andere in het Haber-Boschproces waarin ammoniak geproduceerd wordt, het harden van vetten en oliën en de productie van methanol.
Andere toepassingen van waterstof:
- hydroalkylatie, hydro-ontzwaveling, hydrokraken.
- productie van zoutzuur, lassen, als raketbrandstof, en voor reductie van metaalertsen.
- vloeibare waterstof wordt gebruikt bij cryogeen onderzoek
- waterstof weegt slechts 1/14 van een gelijk volume aan lucht. Om die reden werd het in het verleden veel toegepast als vulling in ballonnen en zeppelins. Vanwege het brandgevaar gebeurt dit tegenwoordig veel minder.
- waterstof wordt gebruikt voor het koelen van generatoren met een vermogen groter dan 200 MW.
- het waterstofisotoop deuterium wordt in nucleaire toepassingen gebruikt als moderator om neutronen te vertragen. Deuteriumverbindingen vinden ook toepassingen in de scheikunde en de biologie bij studies naar isotoopeffecten op reacties, en voor gebruik in experimenten met kernspinresonantie en de verstrooiing van neutronen, waar gewone waterstof de meting zou verstoren.
- het waterstofisotoop tritium wordt geproduceerd in kernreactoren. Het is nodig voor de fabricage van een waterstofbom, in biologische en biomedische wetenschappen dient het als isotooplabel, en verder wordt het gebruikt als stralingsbron in lichtgevende verf.
- deuterium en tritium worden ook gebruikt als brandstof in experimentele kernfusiereactoren zoals ITER.
- Verwarmen van woonwijken, zoals in Lochem, Nederland.[3]